# Eupithecia constantina
Eupithecia constantina är en fjärilsart som beskrevs av George Thomas Bethune-Baker 1895. Eupithecia constantina ingår i släktet Eupithecia och familjen mätare. Inga underarter finns listade i Catalogue of Life.